# Pseudoprosopis uncinata
Pseudoprosopis uncinata là một loài thực vật có hoa trong họ Đậu. Loài này được C.M.Evrard miêu tả khoa học đầu tiên.